# 美国宪法第二十六修正案
《美利堅合眾國憲法》第二十六修正案（英語：Twenty-sixth Amendment to the United States Constitution）簡稱「第二十六修正案」（Amendment XXVI），禁止美國各州和聯邦政府設定比十八歲更年長的投票年齡。
第二十六修正案是因應反越戰學生運動下的產物，並推翻了美國最高法院1970年對奧勒岡訴米契爾案 (Oregon v. Mitchell) 的部分判決。修正案于1971年3月23日由美國國會提出，於同年7月1日获得批准，前后耗时仅100天，是宪法全部27条修正案中最快得到批准的一条。自1972年起，年滿十八歲的美國公民正式享有投票權。

## 内容文本
Section 1. The right of citizens of the United States, who are eighteen years of age or older, to vote shall not be denied or abridged by the United States or by any State on account of age.
译文：第一款　年满十八岁和十八岁以上的合众国公民的选举权，不得因为年龄而被合众国或任何一州加以拒绝或限制。
Section 2. The Congress shall have the power to enforce this article by appropriate legislation.
译文：第二款　国会有权以适当立法实施本条。

## 时代背景
美国公民的选举权经历了一个非常漫长而且缓慢的发展历程。最初的宪法中并没有明确规定多大年龄的美国公民（这个时候的美国公民只是指白人男性“自由人”）可以拥有选举权，因此各州对此的规定并不一致。到了内战结束后于1868年7月9日批准的美国宪法第十四修正案中，其第二款则明确地规定年满21岁的男性拥有选举权；然后是1870年2月3日批准的第十五修正案，其中给予了不分种族、肤色的美国公民选举权，但仍然没有提及年龄限制，并且也没有保障女性拥有选举权；1920年8月18日批准的第十九修正案终于保护了女性选举权，不过年龄上仍然没有变化。

## 进展
1954年，当时的美国总统德怀特·D·艾森豪威尔在其国情咨文中公开声明他支持保障年满18岁公民的选举权，并且也支持立法来禁止任何地方对之加以限制，他也是第一个作出此类公开声明的美国总统。
1970年6月22日，理查德·尼克松签署了选举权法案，该法案给予所有满18岁的公民在联邦、州和地方的选举权。在其签署该法案的声明中，尼克松表示：
Despite my misgivings about the constitutionality of this one provision, I have signed the bill. I have directed the Attorney General to cooperate fully in expediting a swift court test of the constitutionality of the 18-year-old provision.
译文：尽管对这一规定的合宪性有疑问，但我已经签置了法案并指示司法部长给予全面配合，加快法院对这一18岁（选举权）规定的合宪性进行审查。
之后，俄勒冈州和德克萨斯州在法庭上对这一法律提出了挑战。在1970年的俄勒冈州诉米歇尔案（400 U.S. 112 (1970)）中，联邦最高法院宣布该法案中要求各州给予年满18岁公民选举权的部分违宪而无效。联邦最高法院大法官雨果·布莱克表示：
I would hold that Congress has exceeded its powers in attempting to lower the voting age in state and local elections.
译文：我认为国会试图在各州及地方选举中降低投票年龄限制已经超出了其权力范围。
这个时候，全美只有4个州所规定的选举权最低年龄低于21岁。这一裁决意味着该法令仅对联邦选举有效，且各州必须让年龄在18至20岁之间的公民可以仅在联邦选举期间进行投票。
越战给国会带来了越来越大的要通过一项宪法修正案来改变这一情况的压力，早在第二次世界大战期间，当时的总统富兰克林·D·罗斯福就通过法案将征兵年龄降低到了18岁，然而这些奔赴战场开始为自己的祖国冒生命危险的年轻人却很多都连投票表明立场或自我保护的权力都没有。“有资格打战，有资格投票”成为了越战期间美国一个非常具有标志性的反战口号。
1971年3月10日，联邦参议院以94票对0票通过了保证年满18岁公民选举权的宪法修正案，不到两个星期后的23日，联邦众议院也以401票对19票通过了修正案，仅仅100天之后，这一修正案就已经得到了38个州的批准而开始正式生效。
1971年7月5日，在白宫东厢房签置这一修正案的正式仪式上，总统尼克松表示他对美国的年轻人充满了希望：
As I meet with this group today, I sense that we can have confidence that America's new voters, America's young generation, will provide what America needs as we approach our 200th birthday, not just strength and not just wealth but the "Spirit of '76'" a spirit of moral courage, a spirit of high idealism in which we believe in the American dream, but in which we realize that the American dream can never be fulfilled until every American has an equal chance to fulfill it in his own life.
译文：在我与大家共聚于此的今天，我感觉我们可以对美国的新选民们保持信心，美国的年轻一代将为其接近200岁生日的祖国供其所需，而且这些所需并不仅仅是力量和财富，更是美国的精神，这种精神包括了道德、勇气和理想以及我们对“美国梦”的信念，而且我们也已经意识到，除非每一个美国人都拥有平等的机遇来实现自己的人生理想，否则美国梦永远都不会得到满足。

## 提出与批准

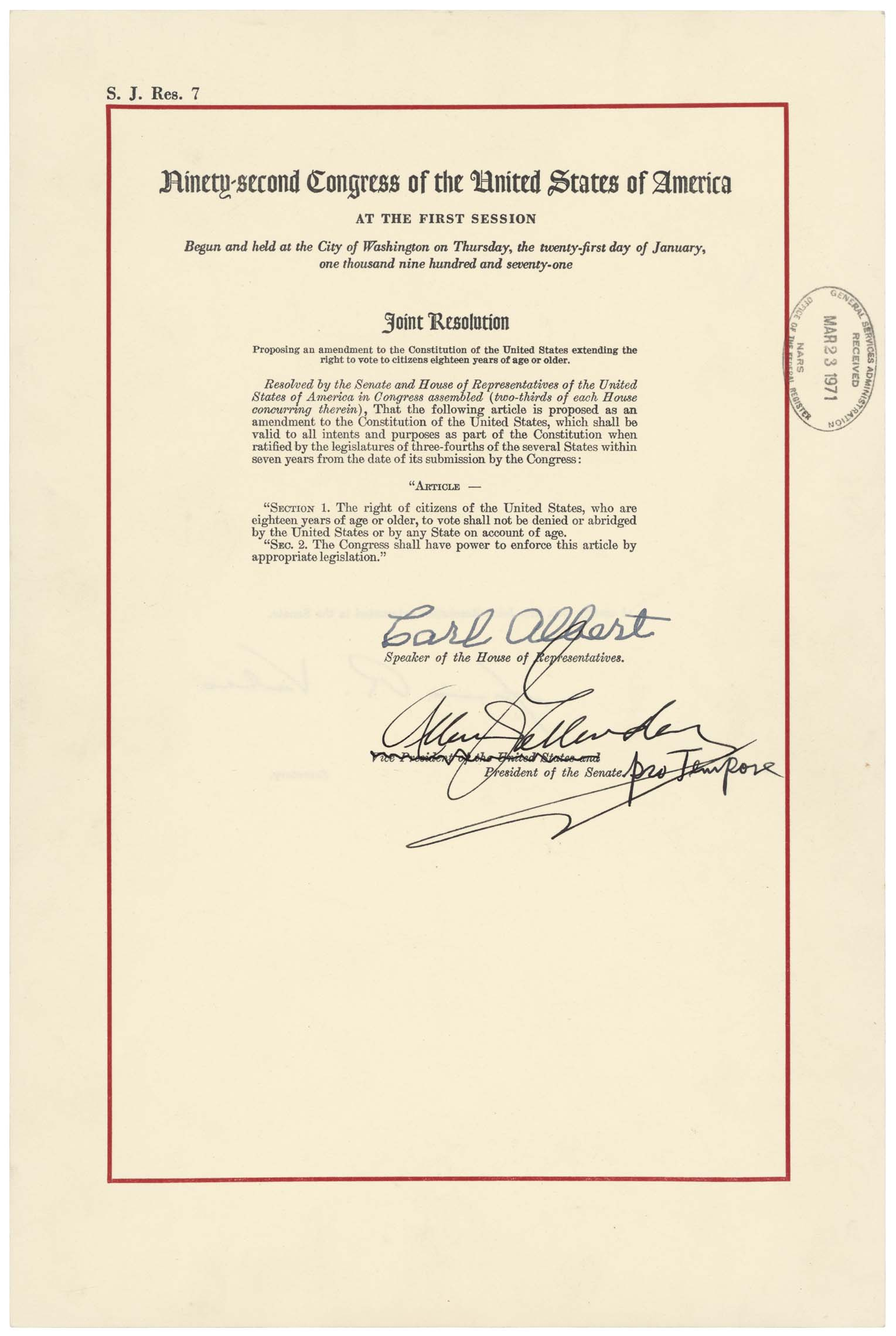
存放在国家档案和记录管理局的第二十六修正案文本

联邦国会与1971年3月23日提出了第二十六修正案，仅仅100天之后的7月1日就已经得到了足够数量州的批准，其中有5个州在3月23日当天就已经批准，创下了最快被批准的宪法修正案的新纪录：
1. 康涅狄格州（1971年3月23日）
2. 特拉华州（1971年3月23日）
3. 明尼苏达州（1971年3月23日）
4. 田纳西州（1971年3月23日）
5. 华盛顿州（1971年3月23日）
6. 夏威夷州（1971年3月24日）
7. 马萨诸塞州（1971年3月24日）
8. 蒙大拿州（1971年3月29日）
9. 阿肯色州（1971年3月30日）
10. 爱达荷州（1971年3月30日）
11. 艾奥瓦州（1971年3月30日）
12. 内布拉斯加州（1971年4月2日）
13. 新泽西州（1971年4月3日）
14. 堪萨斯州（1971年4月7日）
15. 密歇根州（1971年4月7日）
16. 阿拉斯加州（1971年4月8日）
17. 马里兰州（1971年4月8日）
18. 印第安纳州（1971年4月8日）
19. 缅因州（1971年4月9日）
20. 佛蒙特州（1971年4月16日）
21. 路易斯安那州（1971年4月17日）
22. 加利福尼亚州（1971年4月19日）
23. 科罗拉多州（1971年4月27日）
24. 宾夕法尼亚州（1971年4月27日）
25. 德克萨斯州（1971年4月27日）
26. 南卡罗莱纳州（1971年4月28日）
27. 西弗吉尼亚州（1971年4月28日）
28. 新罕布什尔州（1971年5月13日）
29. 亚利桑那州（1971年5月14日）
30. 罗德岛州（1971年5月27日）
31. 纽约州（1971年6月2日）
32. 俄勒冈州（1971年6月4日）
33. 密苏里州（1971年6月14日）
34. 威斯康星州（1971年6月22日）
35. 伊利诺伊州（1971年6月29日）
36. 阿拉巴马州（1971年6月30日）
37. 俄亥俄州（1971年6月30日）
38. 北卡罗莱纳州（1971年7月1日）

至此批准的州已有38个，达到宪法要求的四分之三多数（这时美国一共为50个州），修正案已经得到批准通过。另外还有以下4个州在之后也批准了修正案：
1. 俄克拉荷马州（1971年7月1日）
2. 弗吉尼亚州：（1971年7月8日）
3. 怀俄明州（1971年7月8日）
4. 乔治亚州（1971年10月4日）

以下州没有批准这条修正案：
1. 佛罗里达州
2. 肯塔基州
3. 密西西比州
4. 内华达州
5. 新墨西哥州
6. 北达科他州
7. 南达科他州
8. 犹他州